# Ali (Riese)
Ali ist ein Riese aus der nordischen Mythologie. Er ist der Sohn von Loki, von Sigyn geboren.  
Vali, ein zweiter Name Alis, wird kurz in der Edda erwähnt. Ali ist nicht zu verwechseln mit Vali, dem Sohn Odins.
In Lokis Bestrafung wird Ali in seine Gestalt als Wolf verwandelt und zerfleischt seinen Zwilling Narfi.